# Нижнеудинск (станция)
Нижнеу́динск — станция Тайшетского региона Восточно-Сибирской железной дороги на 4679 километре Транссибирской магистрали, находящаяся в городе Нижнеудинске.

## История
С момента постройки Транссиба в Нижнеудинске действуют железнодорожная станция и локомотивное депо. В середине 1930-х гг. было создано вагонное депо, реконструированное на рубеже XX и XXI веков..

## Дальнее следование по станции[3].
По графику 2020 года через станцию проходят следующие поезда:

### Круглогодичное движение поездов
| № поезда    | Маршрут движения           | № поезда    | Маршрут движения           |
| ----------- | -------------------------- | ----------- | -------------------------- |
| 1 "Россия"  | Владивосток — Москва       | 2 "Россия"  | Москва — Владивосток       |
| 3           | Пекин — Москва             | 4           | Москва — Пекин             |
| 5           | Улан-Батор — Москва        | 6           | Москва — Улан-Батор        |
| 7           | Владивосток — Новосибирск  | 8           | Новосибирск — Владивосток  |
| 11          | Владивосток — Самара       | 12          | Самара — Владивосток       |
| 19 "Восток" | Пекин — Москва             | 20 "Восток" | Москва — Пекин             |
| 57          | Иркутск — Тайшет           | 58          | Тайшет — Иркутск           |
| 69          | Чита — Москва              | 70          | Москва — Чита              |
| 71          | Улан-Удэ — Северобайкальск | 72          | Северобайкальск — Улан-Удэ |
| 77          | Нерюнгри — Новосибирск     | 78          | Новосибирск — Нерюнгри     |
| 81          | Улан-Удэ — Москва          | 82          | Москва — Улан-Удэ          |
| 87          | Иркутск — Усть-Илимск      | 88          | Усть-Илимск — Иркутск      |
| 99          | Владивосток — Москва       | 100         | Москва — Владивосток       |
| 207         | Владивосток — Новокузнецк  | 208         | Новокузнецк — Владивосток  |

### Сезонное движение поездов
| № поезда | Маршрут движения | № поезда | Маршрут движения |
| -------- | ---------------- | -------- | ---------------- |
| 205      | Иркутск — Анапа  | 206      | Анапа — Иркутск  |
| 241      | Иркутск — Адлер  | 242      | Адлер — Иркутск  |
| 269      | Чита — Адлер     | 270      | Адлер — Чита     |

## Назначение
На станции производится:
- приём/выдача повагонных отправок грузов (откр. площ.),
- приём/выдча повагонных и мелких отправок (подъездн. пути),
- приём/выдача повагонных отправок грузов (крытые склады),
- приём/выдача грузов в универсальных контейнерах (3 и 5 т.),
- приём/выдача грузов в универсальных контейнерах (20 т.),
- приём/выдача мелких отправок грузов (откр. площ.),
- продажа пасс. билетов,
- прием, выдача багажа[4].